# Cantone di Albi-Nord-Ovest
Il Cantone di Albi-Nord-Ovest era una divisione amministrativa dell'arrondissement di Albi.
È stato soppresso a seguito della riforma complessiva dei cantoni del 2014, che è entrata in vigore con le elezioni dipartimentali del 2015.
Comprendeva parte della città di Albi e i comuni di:
- Cagnac-les-Mines
- Castelnau-de-Lévis
- Mailhoc
- Milhavet
- Villeneuve-sur-Vère
- Sainte-Croix